# 防州 (辽朝)
47°55′34″N 104°33′37″E / 47.926032°N 104.560211°E
防州，辽朝时设置州。属于上京道西北路。
辽圣宗统和二十二年（1004年）设立防州，治所在今蒙古国塔勒—乌兰·巴勒嘎斯（Талын-Улан балгас）古城（或称塔林乌兰赫日穆）。米文平根据蒙古国学者考古成果，以土拉河和鄂尔浑河之间的青陶盖古城东南的塔勒—乌兰·巴勒嘎斯古城为防州，不辖县。为蕭撻凜上表请求修建的三州之一（镇州、维州、防州）辽国灭亡后，成为克烈部游牧区。

### 資料
- 《中國行政區劃通史·遼金卷》